# 컵 홀더
컵 홀더(영어: Cup holder)는 포드스타칸니크(러시아어) 또는 자르프(튀르키예어)와 같이 컵 또는 기타 음료 용기를 고정하는 장치이다. 책상이나 다른 평평한 표면에 컵을 안전하게 고정하거나, 부엌에서 컵 세트를 보관하는 트리 형태로 사용될 수 있다. 자동차나 의자에 내장되거나, 비행기, 보트, 버스, 열차의 벽에 고정될 수도 있다.

## 자동차 컵 홀더

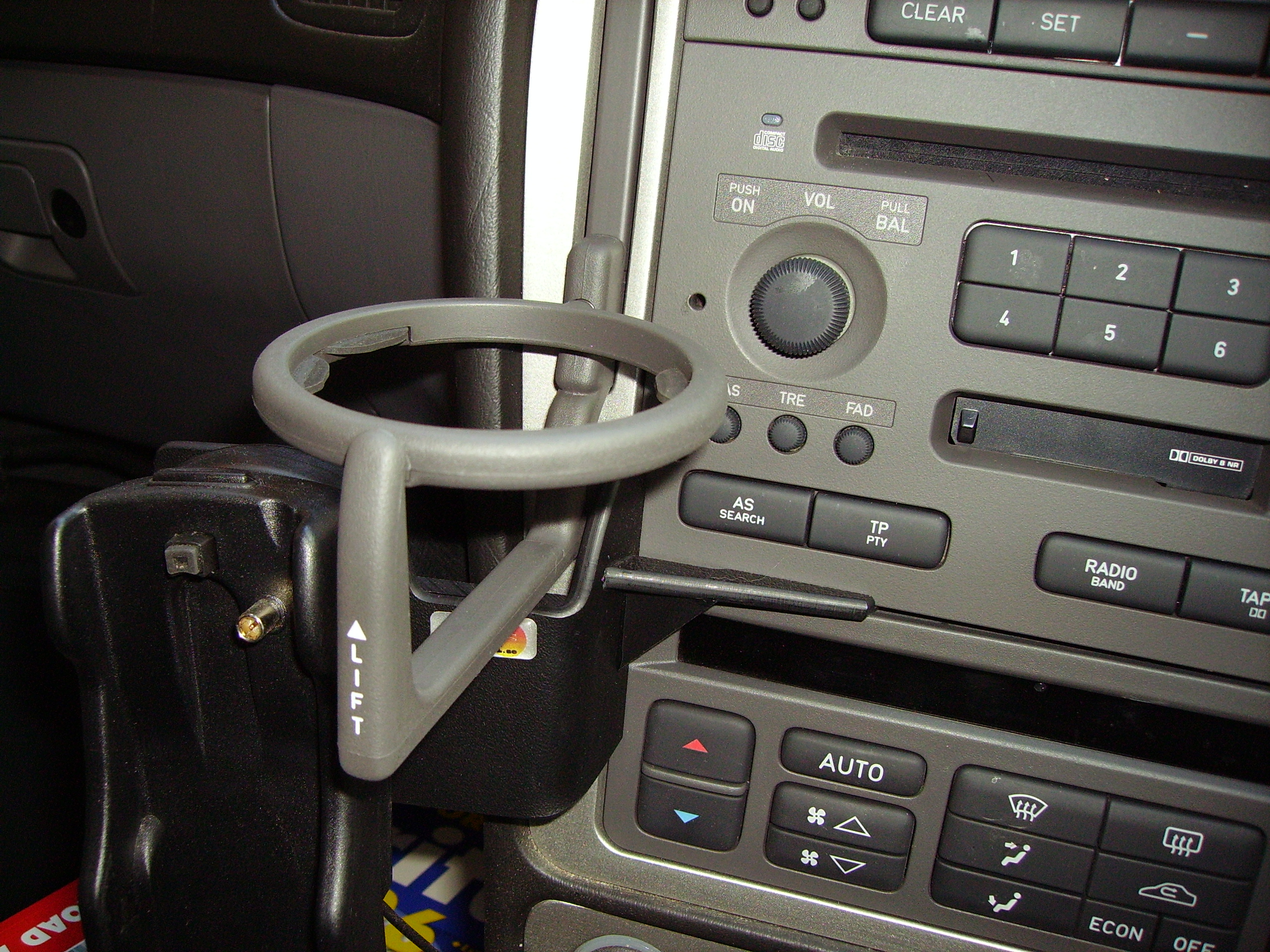
사브 9-5의 접이식 컵 홀더.

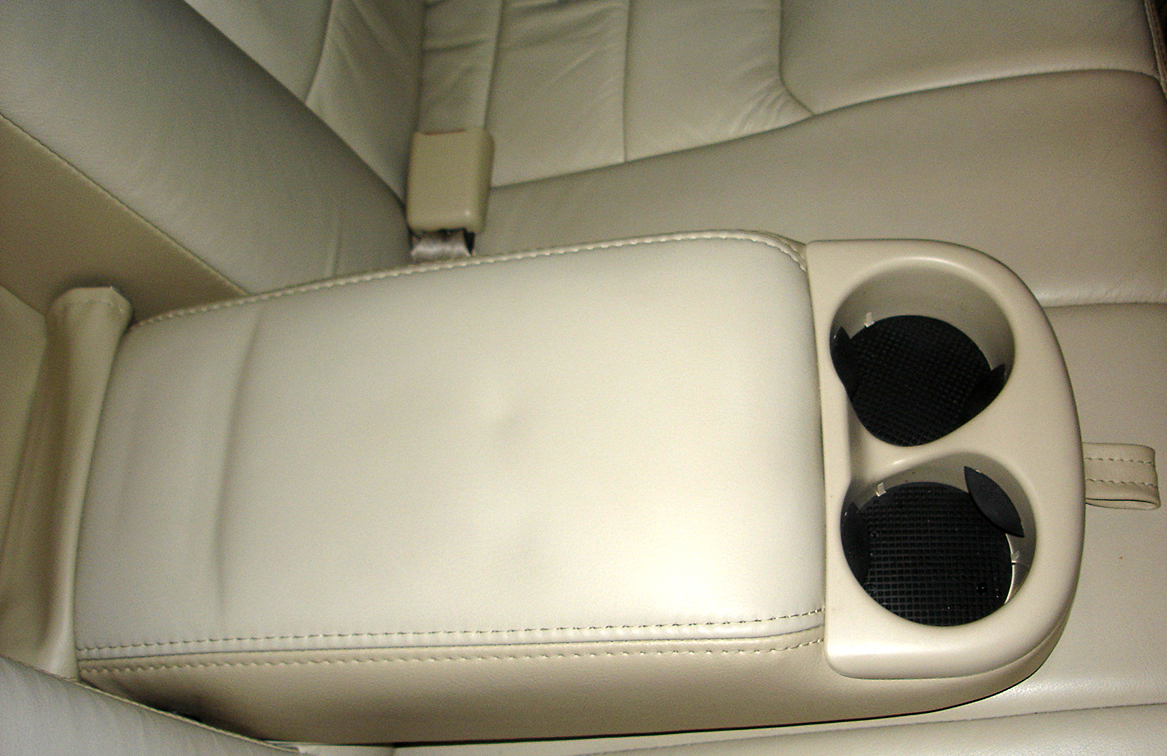
링컨 타운카 뒷좌석의 팔걸이로, 두 개의 컵 홀더가 있다.

드라이브인 레스토랑의 발전은 컵 홀더 개발의 한 단계였다. 서버는 자동차의 옆 창문에 걸리는 트레이를 부착했는데, 트레이를 부착하려면 창문을 조금 올려야 했다. 이것은 차 안에서 식사할 때 음료와 음식을 놓을 임시 테이블을 제공했다. 드라이브인 레스토랑과 영화관은 내장형 트레이 테이블의 개발을 촉진했다. 종종 글로브 컴파트먼트 뚜껑의 안쪽은 접었을 때 컵, 캔, 피스타치오 껍질을 고정할 수 있는 홈이 있었으며, 1957년형 쉐보레 벨 에어와 같은 초창기 자동차에서도 발견되었다. 이것들은 차가 멈췄을 때는 음료를 고정하기에 충분했지만, 움직이는 동안에는 그렇지 않았다.
이후 드라이브스루 레스토랑의 발전은 음료를 위한 더 나은 홀더의 개발을 촉진했고, 더 빠른 삶의 속도와 길어진 통근 시간은 많은 운전자들이 출근길에 차 안에서 모닝 커피를 마시고 싶어 하게 만들었다. 1960년대에는 넓고 평평하며 고무 처리된 바닥을 가진 커피 컵이 판매되어 대시보드나 콘솔에 안정적으로 고정될 수 있었다. 얼마 후, 애프터마켓 컵 홀더가 판매되기 시작했다. 이것들은 종종 문 창문에 고정되었지만, 다른 디자인은 앞좌석과 중앙 콘솔 사이에 끼워 넣는 방식이었다.
내장형 컵 홀더는 1920년대부터 사용 가능해졌다. 미니밴은 이러한 홀더의 선구자였으며, 여전히 가장 많은 수의 컵 홀더를 제공한다. 시간이 지남에 따라 자동차 컵 홀더는 더 커지고 정교해져 다양한 컵 크기를 안전하게 고정할 수 있게 되었다. 많은 컵 홀더는 크든 작든 컵을 안전하게 고정하는 스프링식 홀더를 제공한다. 미국과 캐나다의 패스트푸드 체인점과 편의점에서 점점 더 큰 컵이 개발되면서 자동차 디자이너들에게는 도전이 되었다. 많은 패스트푸드 체인점은 이제 44 fl.oz. (1.3 L) 음료를 제공한다. 자동차 컵 홀더는 또한 대부분의 자동차 컵 홀더에 맞도록 설계된 "자동차 컵"의 개발을 이끌었다. 이 컵들은 바닥이 좁지만 짧은 원통형 거리 후 바깥쪽으로 넓어진다. 자동차에 컵 홀더 설치는 스텔라 리벡 대 맥도날드 사건 이후 크게 증가했다. 이 사건에서는 앨버커키에 사는 79세 여성이 맥도날드 레스토랑에서 뜨거운 커피를 주문했다가 쏟으면서 심한 화상을 입어 피부이식이 필요했다.

## 데스크톱 컵 홀더
책상 위에 놓는 컵 홀더의 초기 나무 버전은 1980년대 후반 미국 항공사 카탈로그에 소개된 것과 같이 수십 년 동안 존재했다. 책상과 테이블 가장자리를 위한 컵 홀더는 2006년경 GW 부시 행정부와 관련하여 미국에서 큰 인기를 얻었다. 특히 CDC 부서에서 그러했다. 이러한 용도의 컵 홀더는 2005년 대부분 또는 전부 동안, 그리고 아마 그 이전에도 미국 인터넷에서 판매되지 않았다. 2005년에서 2006년 사이 첫 등장은 Antro Technology에서 건설 테이블 가장자리를 위한 컵 홀더를 선보이면서였다. 두 번째는 실내 테이블용 클립이 있는 한국 수출품이었다. 사람들은 때때로 테이블과 작업 책상에서 음료를 마신다. 뜨거운 차나 커피가 가득 담긴 컵이나 머그잔을 넘어뜨리기가 매우 쉬운데, 이로 인해 값비싼 노트북이나 키보드가 손상될 수 있다. 또한 뜨거운 액체는 사람들에게 부상을 입히거나 책이나 카펫을 손상시킬 수 있다.
테이블이나 작업 책상에서 커피 컵은 앉아서 일하는 사람이 팔이나 손으로 넘어뜨릴 수 있다. 전화 통화나 갑작스러운 충동적인 움직임으로 방해받으면 이런 일이 매우 쉽게 일어날 수 있다. 책상 위의 커피 컵은 책상 위로 뛰어오를 수 있는 개나 고양이와 같은 애완동물에 의해서도 넘어뜨려질 수 있다. 지나가던 사람이 테이블을 치면 컵에서 커피나 차가 쏟아질 수도 있다.
커피 컵을 고정하기 위해 여러 장치가 특허를 받았다. 이 작업의 주요 문제는 일반적으로 머그잔 옆으로 몇 센티미터 튀어나온 컵 손잡이를 고정하는 메커니즘을 제공하는 것이다. 발명가들이 직면한 또 다른 문제는 다양한 크기의 커피 컵이다.
특허를 받은 장치 중 일부는 다음과 같다.
- 미국 특허 번호 5984136, 1999년. 이 컵 홀더는 손잡이를 고정하는 슬롯이 있으며, 컵을 똑바로 세우는 확장된 받침대에 의존한다.
- 미국 특허 번호 6039206, 2000년. 이 컵 홀더는 컵을 홀더에 놓으면 확장되는 다리가 특징이다.
- 미국 특허 번호 D645,308, 2011년. 표면용 컵 홀더로 이전의 많은 문제를 해결했다. 미국 TV에 특허 부여 직전에 소개되었지만 판매되지는 않았다.

일본에서는 여러 특허가 출원되었지만 최종 확정되지는 않았다. 이후 다른 제조업체에 의해 상업화되었다. 이들은 다음과 같다:
- 번호 2006314739.
- 번호 2995040642. 이 컵 홀더는 컵 손잡이를 수용하는 슬롯이 있으며, 홀더를 부드러운 평평한 표면에 부착하여 안전하게 고정하는 흡착 컵이 있다.

뉴질랜드 특허 번호 565067. 이것은 어떤 평평한 표면에도 놓을 수 있는 완전히 독립형 데스크톱 커피 컵 홀더로, 딕비 그린, 조지 그린, 앨리 매튜스가 발명했다. 나무, 금속 또는 플라스틱 등 여러 재료로 제조될 수 있다. 뉴질랜드의 Adovationz Ltd.에서 Adkaf라는 브랜드 이름으로 플라스틱으로 제조되었다.
캘리포니아 로스앤젤레스의 도리안 깁스는 1998년 12월 1일 부여된 미국 특허 5,842,671을 통해 미국에서 평평한 가장자리에 부착할 수 있는 최초의 작동 가능한 컵 홀더를 가졌다.
미국 특허 6,929,229는 2005년 8월 16일 워싱턴주 벨링햄의 크리스 D. 팜비에게 부여되었다. 일리노이주 엘름허스트의 페리 세그레토도 거의 같은 시기에 팜비의 것과 유사한 컵 홀더 특허를 미국에서 출원 중이었다. 세그레토와 마이클 코초르는 HGTV의 "I want that"에 소개된 Drink Hold'em이라는 컵 홀더를 판매했다. Antro Technology도 유사한 것을 잠시 판매했다. 한국 회사는 클립형 컵 홀더를 미국으로 수출했다. 제품을 늦추는 소송은 없었지만, 메일은 받았다. 오바마 행정부 시절에는 특허 트롤의 이익과 관련된 일자리 의제가 있었다.
2000년대 후반과 2010년대 초반에 원통형에 부착되는 다양한 컵 홀더가 생산되었다.

## 버스/열차/보트 컵 홀더

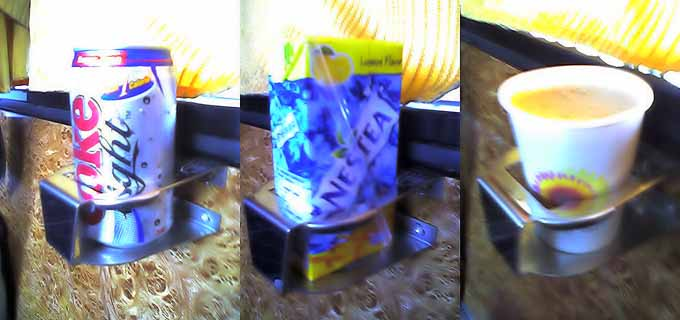
버스에 설치된 컵 홀더.

자동차 컵 홀더가 등장하기 전에는 많은 버스와 열차가 벽걸이형 컵 홀더를 갖추고 있었다. 이 컵 홀더는 주로 얇은 스테인리스강 판으로 제작되었다. 일부는 고무로 덮여 있다. 현재 보트, 버스 및 레크리에이션 차량의 벽에 나사로 고정할 수 있는 많은 컵 홀더가 있다.
보트용으로 인기 있는 또 다른 컵 홀더는 "드롭인" 컵 홀더이다. 이것은 상단에 테두리가 있는 둥근 플라스틱 품목이다. 보트 테이블이나 콘솔에 구멍을 뚫어야 하며, 그 다음 장치를 삽입하고 테두리가 제자리에 고정한다. 이것들은 손잡이가 있는 컵을 수용하지 못한다.

## 영화관 컵 홀더
AMC 시어터스는 1981년에 컵 홀더 팔걸이 특허를 받았다.

## 컵 홀더 트리
이것들은 주로 주방이나 식당에서 여러 머그잔을 보관하는 장치이다. 사람들은 가족이나 손님을 위해 머그잔 세트를 구매하는 경우가 많으며, 사용할 준비가 된 상태로 보관할 장소가 필요하다. 이러한 컵 홀더 트리는 두 가지 유형으로 제공된다. 첫 번째 유형은 받침대에 수직 기둥이 있어 각 컵을 고정하는 고리가 있거나, 각 회전 지점의 접합부에 못이 박혀 있는 "아코디언" 팔 형태이다. 두 번째 유형은 선반 아래나 주방 찬장 등에 나사로 고정하거나 장착된다.

## 같이 보기
- 물병 케이지
- 포드스타칸니크, 휴대용 차 유리 홀더